# Alberto da Cotignola
Alberto Marchesi noto come Alberto da Cotignola (XV secolo – 10 giugno 1531) è stato un religioso e letterato italiano, proclamato beato dalla Chiesa cattolica.

## Biografia
Religioso dell'Ordine francescano, nel “Martirologio francescano” fu ricordato come uomo di scientia, scriptis et pietatis celebris. Nello stesso testo la sua memoria liturgica è fissata e celebrata il 10 giugno. 

## Opere

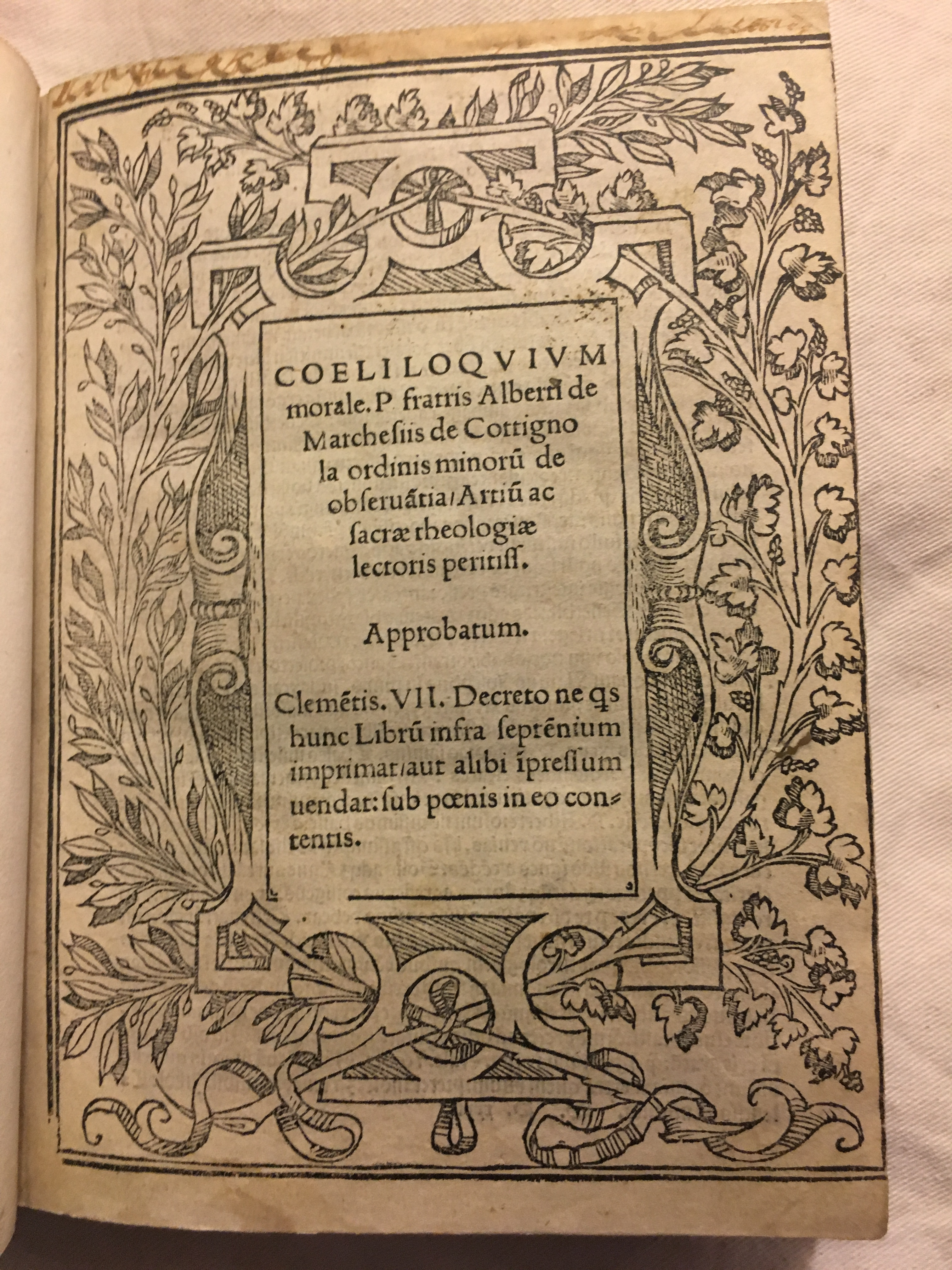
Prima pagina del testo "Coeliloquium Morale". Questa copia è custodita alla Royal Astronomical Society a Londra.

- Coeliloquium Morale (1529)[2]. Il trattato combina considerazioni morali e religiose con elementi di astronomia. L'opera è citata in "La Biblioteca Modenese - o Notizie delle vita e delle opere degli scrittori natii degli stati del serenissimo signor Duca di Modena raccolte e ordinate dal cavalier Ab. Girolamo Tiraboschi"[3].

Ne esistono diverse copie (tra cui una nei Musei Vaticani e una alla Royal Astronomical Society a Londra).